# Acalypha lyallii
Acalypha lyallii är en törelväxtart som beskrevs av John Gilbert Baker. Acalypha lyallii ingår i släktet akalyfor, och familjen törelväxter. Inga underarter finns listade i Catalogue of Life.